# Текбол
Текбол е спорт с топка, който комбинира елементи от сепак такрау и тенис на маса. Играчите разиграват топка от едната страна на огъната маса към другата, като имат право да я докосват с всяка една част на тялото си с изключение на ръцете. Спортът може да се играе от двама души или от четирима – двама срещу двама. Спортът се представлява международно от международната федерация по текбол (FITEQ). След като взима участие на азиатските плажни игри и европейските игри през 2023 година, целта пред световната федерация е и участие на олимпийски игри.
Спортът е измислен през 2012 година в Унгария от трима футболни ентусиасти: бившия професионален играч Габор Боршани, бизнесменът  Гиури Гатиан и компютърният специалист Виктор Хусцар. Креативната идея е на Габор Боршани, който преди това опитва да играе футбол на маса за тенис на маса. Хоризонталният дизайн на масата обаче кара топката често да не отскача към играчите, така че тази игра не се получава. Борщани смята, че ако масата се огъне, извитата повърхност може да помогне на топката да отскочи до краката на играча. След няколко години на разработка с Виктор Хусцар първата маса за текбол е изработена през 2014 година.
Спортът е официално представен в Будапеща, Унгария на 18 октомври 2016 от бразилския бивш футболист Роналдиньо, който е и един от посланиците на играта.
За разлика от оборудването в традиционните спортове, дизайнът на масата за текбол е патентован, така че само Teqball International или други с лиценз от Teqball Holding SARL могат законно да произвеждат маси.